# Patrick Quentin
Patrick Quentin, Q. Patrick i Jonathan Stagge són pseudònims col·lectius usats per un grup determinat d'autors de novel·la detectivesca. Els autors en qüestió foren Hugh Callingham Wheeler (19 de març de 1912-26 de juliol de 1987), Richard Wilson Webb (23 de novembre de 1901-febrer de 1970), Martha Mott Kelly (1909-2005) i Mary Louise White Aswell (3 de juny de 1902-24 de desembre de 1984). En molts estats els llibres de Patrick Quentin foren sota l'autoria Quentin Patrick. La majoria dels llibres va ser escrita per Webb i Wheeler junts, o bé per Wheeler tot sol. Les creacions principals de Patrick Quention foren l'empresari teatral Peter Duluth (durant força temps acompanyat de la seva dona, Iris) i l'inspector de policia Timothy Trant. El 1963, Patrick Quentin guanyà el premi Edgar dels Mystery Writers of America pel recull The ordeal of Mrs. Snow.
La firma Patrick Quentin és una de les més representatives de l'Edat d'Or de la novel·la-enigma. Avui dia encara és molt famosa als països anglosaxons, Itàlia i Escandinàvia.

## Obres

### Com a Quentin Patrick
- Cottage sinister - 1931 (per Webb i Kelly)
- Murder at the Women's City Club - 1932 (also Death in the Dovecote) (per Webb i Kelly)
- Murder at the 'Varsity - 1933 (també Murder at Cambridge) (per Webb)
- S.S. Murder - 1933 (per Webb i Aswell)
- The grindle nightmare - 1935 (també Darker grows the valley) (per Webb i Aswell)
- Death goes to school - 1936 (per Webb i Wheeler)
- Death for dear Clara - 1937 (per Webb i Wheeler)
amb l'inspector Trant.
- The file on Fenton and Farr - 1938 (per Webb i Wheeler)
- The file on Claudia Cragge - 1938 (per Webb i Wheeler)
amb l'inspector Trant.
- Death and the maiden - 1939 (per Webb i Wheeler)
amb l'inspector Trant.
- Return to the scene - 1941 (també Death in Bermuda) (per Webb i Wheeler)
- Danger next door - 1952 (per Webb i Wheeler)

### Com a Patrick Quentin
- A puzzle for fools- 1936 (per Webb i Wheeler)
amb Peter Duluth.
- Puzzle for players - 1938 (per Webb i Wheeler)
amb Peter Duluth.
- Puzzle for puppets - 1944 (per Webb i Wheeler)
amb Peter Duluth. Filmat com Homicide for Three (1948) .
- Puzzle for wantons - 1945 (també Slay the loose ladies) (per Webb i Wheeler)
amb Peter Duluth.
- Puzzle for fiends - 1946 (també Love is a deadly weapon) (per Webb i Wheeler)
amb Peter Duluth. Filmat com a Strange awakening (1958) .
- Puzzle for pilgrims - 1947 (també The fate of the immodest blonde) (per Webb i Wheeler)
amb Peter Duluth.
- Run to death - 1948 (per Webb i Wheeler)
amb Peter Duluth.
- The follower - 1950 (per Webb i Wheeler)
- Black widow - 1952 (també Fatal woman) (per Webb i Wheeler)
amb Peter Duluth i l'inspector Trant. Filmat com a Black widow (1954) .
- My son, the murderer - 1954 (també The wife of Ronald Sheldon) (per Wheeler)
amb Peter Duluth (briefly) i l'inspector Trant.
- The man with Two wives - 1955 (per Wheeler)
amb l'inspector Trant. Filmat com a Tsuma futari (1967) .
- The man in the net - 1956 (per Wheeler)
Filmat com a The man in the net (1959) .
- Suspicious circumstances - 1957 (per Wheeler)
- Shadow of guilt - 1959 (per Wheeler)
amb l'inspector Trant. Filmat com a L'Homme à femmes (1960) .
- The green-eyed monster - 1960 (per Wheeler)
- The ordeal of Mrs. Snow - 1961 (per Wheeler)
Filmat per a la TV com a episodi de The Alfred Hitchcock Hour, sota el títol "The ordeal of Mrs. Snow" (1964) .
- Family skeletons - 1965 (per Wheeler)
with Inspector Trant. Filmat per a la TV com a Familienschande (1988) .

### Com a Jonathan Stagge
- Murder gone to earth - 1936 (també The dogs do bark) (per Webb i Wheeler)
amb el Dr. Westlake.
- Murder or mercy? - 1937 (també Murder by prescription) (per Webb i Wheeler)
amb el Dr. Westlake.
- The stars spell death - 1939 (també Murder in the Stars) (per Webb i Wheeler)
amb el Dr. Westlake.
- Turn of the table - 1940 (també Funeral for five) (per Webb i Wheeler)
amb el Dr. Westlake.
- The yellow taxi - 1942 (també Call a Hearse) (per Webb i Wheeler)
amb el Dr. Westlake.
- The scarlet circle - 1943 (també Light from a lantern) (per Webb i Wheeler)
amb el Dr. Westlake.
- Death, my darling daughters - 1945 (també Death and the dear girls) (per Webb i Wheeler)
amb el Dr. Westlake.
- Death's old sweet song - 1946 (per Webb i Wheeler)
amb el Dr. Westlake.
- The three fears - 1949 (per Webb i Wheeler)
amb el Dr. Westlake.

### Com a Hugh Wheeler
- The crippled muse - 1951 (per Wheeler)

### Com a Mary Louise White Aswell
- Far to go - 1957 (thriller escrit per Aswell tot sol)